# Stazione di Bibai
La stazione di Bibai (美唄駅?, Bibai-eki) è una stazione della città di Bibai situata sulla linea principale Hakodate e gestita da JR Hokkaido.

## Struttura
La stazione è dotata di due binari con due marciapiedi laterali.
| 1 | ■Linea principale Hakodate | per Iwamizawa, Sapporo e Otaru     |
| 2 | ■Linea principale Hakodate | per Takikawa, Fukagawa e Asahikawa |

## Stazioni adiacenti
| «                         | Servizio                                                                        | »                         |
| Linea principale Hakodate | Linea principale Hakodate                                                       | Linea principale Hakodate |
| ------------------------- | ------------------------------------------------------------------------------- | ------------------------- |
| Kōshunai                  | Locali                                                                          | Chashinai                 |
| Iwamizawa                 | Exp. Limitato Super Kamui Exp. Limitato Okhotsk(alcuni) Exp. Limitato Sarobetsu | Sunagawa                  |